# 点欠陥

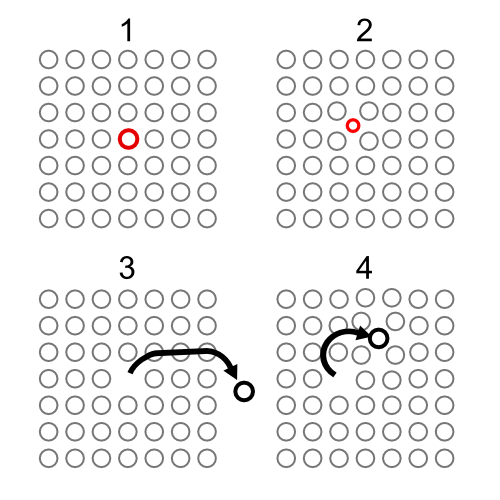
4種類の点欠陥 1.不純物原子による置換 2.不純物が格子間に紛れ込んだもの 3.原子空孔 4.フレンケル欠陥

点欠陥は格子欠陥の一種である。結晶物質を構成する原子は規則的な配列（結晶格子）を持つが、完全に規則正しくならんでいるということはなく様々な欠陥が含まれている。そのうち、広がりを持たない点状の欠陥については点欠陥という。
代表的な点欠陥には、以下のものがある。
- 不純物原子による置換（異種原子）
- 不純物が格子間に紛れ込んだもの（格子間原子）
- 原子空孔（ショットキー欠陥など）
- フレンケル欠陥
- アンチサイト欠陥

点欠陥は一般的にクレーガー＝ビンクの表記法で表される。